# بحيرة قورش

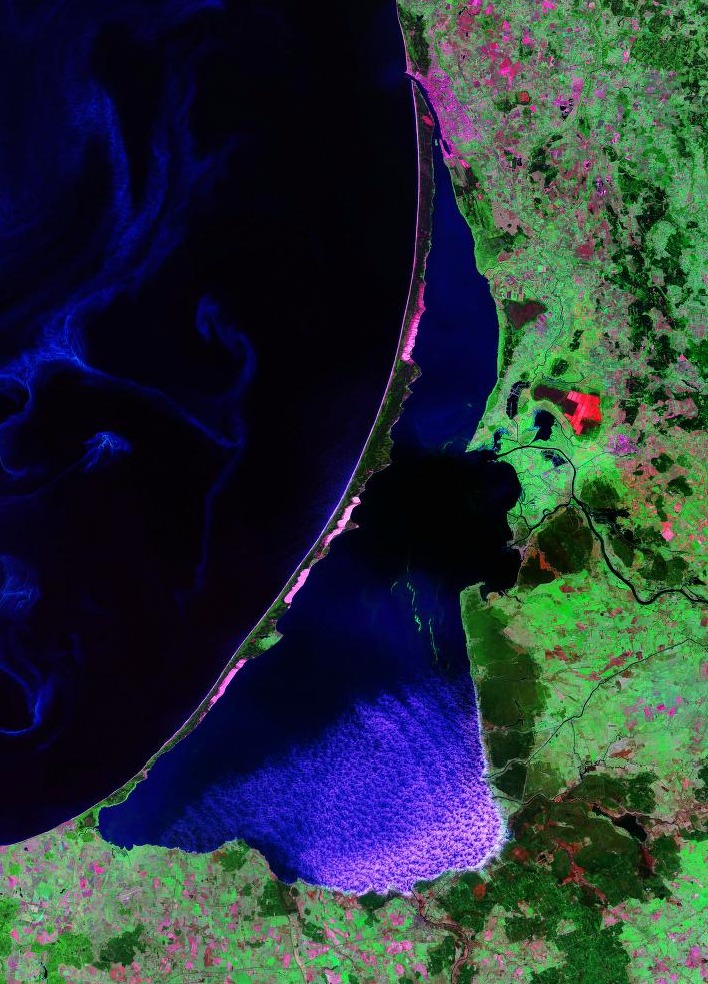
صورة فضائية لبحيرة قورش

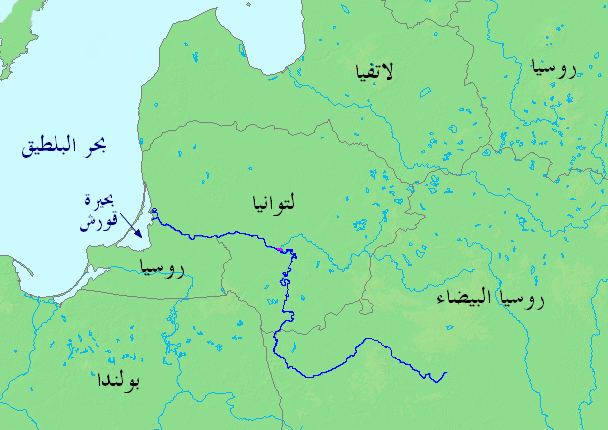
موقع بحيرة قورش من أوروبا الشرقية

بحيرة قُورُش (بالإنجليزية: Curonian Lagoon، باللتوانية: Kuršių marios، باللاتفية: Kuršu joma، بالألمانية: Kurisches Haff، بالروسية: Kуршский залив) هي بحيرة تقع بين ليتوانيا وروسيا، يحجزها برزخ قورش عن بحر البلطيق، تبلغ مساحة السطح لبحيرة قورش 1,619 كيلو متر مربع ويغذي نهر نيمان 90% من الواردات المائية للبحيرة.